# 澤維爾大學

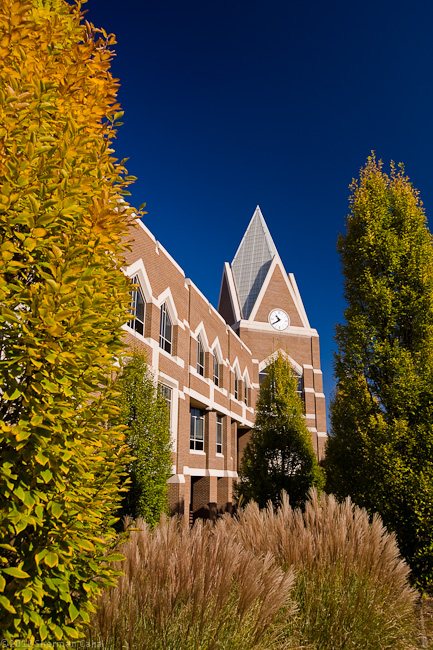
學生中心（Gallagher Student Center）

澤維爾大學（Xavier University，/ˈzeɪviər/，ZAY-vee-ər）是一所位於美國俄亥俄州辛辛那提的私立天主教大學，成立於1831年，是國內第六古老的天主教大學，也是第四古老的耶穌會大學。它最初是男子學院，1969年開始接受女生入學。2017年《美國新聞與世界報道》將其列在“中西部地區大學”中的第4位。

## 外部連結
- Xavier University （页面存档备份，存于）
- Xavier University Athletics （页面存档备份，存于）
- 维基共享资源上的相關多媒體資源：澤維爾大學

39°08′55″N 84°28′41″W / 39.14868°N 84.47799°W